# Navje–Stoksove jednačine
Navje–Stoksove jednačine, koje su dobile naziv po Klodu Luju Navjeu i Džordžu Gabrijelu Stoksu, opisuju kretanje viskoznih nestišljivih fluidnih substanci. Ove jednačine dobijaju se primenom drugog Njutnovog zakona na kretanje fluida, zajedno sa pretpostavkom da je naprezanje fluida suma članova koji opisuju viskoznost (proporcionalnu gradijentu brzine), plus član koji označava pritisak.
Navje–Stoksove jednačine predmet su velikog interesovanja u matematici. Iako to može da deluje iznenađujuće, zbog njihove široke praktične upotrebe, matematičari još nisu dokazali da rešenja u tri dimenzije uvek postoje ( postojanje), ili da ako postoje one ne sadrže beskonačnosti, singularnosti ili diskontinuitete (prekide). Ovi problemi nazivaju se problemi postojanja i glatkoće Navje–Stoksovih jednačina. Matematički institut Klej ovaj problem nazvao je jednim od sedam najznačajnijih otvorenih problema u matematici, te je ponudio nagradu od 1.000.000 dolara za rešenje ili kontra-primer.

## Osobine

### Nelinearnost
Navje–Stoksove jednačine su nelinarna parcijalna diferencijalna jednačina u skoro svim realnim situacijama.

### Turbulencija
Turbulencija je haotično ponašanje zavisno od vremena, koje se sreće u mnogim primerima strujanja fluida.

## Nestišljivo strujanje Njutnovih fluida
Većina radova na Navje–Stoksovim jednačinama rađena je po pretpsotavkom nestišljivog strujanja za njutnove fluide. Pretpostavke nestišljivog strujanja često važe čak i kada se radi sa stišljivim fluidom, kao što je vazduh na sobnoj temperaturi (čak i kada struji brzinom do oko Maha 0,3). Uzimajući pretpostavku nestišljivog strujanja u obzir, te ako se pretpostavi da je viskoznost konstantna, Navje–Stoksove jednačine će glasiti (u vektorskom obliku):
| {\displaystyle \rho \left({\frac {\partial \mathbf {v} }{\partial t}}+\mathbf {v} \cdot \nabla \mathbf {v} \right)=-\nabla p+\mu \nabla ^{2}\mathbf {v} +\mathbf {f} } |
f predstavlja „ostale” masene sile (sile po jedinici zapremine), kao što su gravitacija ili centrifugalna sila. Značajno je i posmatrati značenje svakog člana (uporedite sa Košijevom jednačinom momenta):
| {\displaystyle \overbrace {\rho {\Big (}\underbrace {\frac {\partial \mathbf {v} }{\partial t}} _{\begin{smallmatrix}{\text{Promjenljivo}}\\{\text{ubrzanje}}\end{smallmatrix}}+\underbrace {\mathbf {v} \cdot \nabla \mathbf {v} } _{\begin{smallmatrix}{\text{Konvektivno}}\\{\text{ubrzanje}}\end{smallmatrix}}{\Big )}} ^{\text{Inercija (po volumenu)}}=\overbrace {\underbrace {-\nabla p} _{\begin{smallmatrix}{\text{Gradijent}}\\{\text{pritiska}}\end{smallmatrix}}+\underbrace {\mu \nabla ^{2}\mathbf {v} } _{\text{Viskoznost}}} ^{\text{Divergencija napona}}+\underbrace {\mathbf {f} } _{\begin{smallmatrix}{\text{Ostale}}\\{\text{masene}}\\{\text{sile}}\end{smallmatrix}}} |

### Pravougaone koordinate
Eksplicitno se može zapisuti vektorska jednačina,
{\displaystyle \rho \left({\frac {\partial u}{\partial t}}+u{\frac {\partial u}{\partial x}}+v{\frac {\partial u}{\partial y}}+w{\frac {\partial u}{\partial z}}\right)=-{\frac {\partial p}{\partial x}}+\mu \left({\frac {\partial ^{2}u}{\partial x^{2}}}+{\frac {\partial ^{2}u}{\partial y^{2}}}+{\frac {\partial ^{2}u}{\partial z^{2}}}\right)+\rho g_{x}}
{\displaystyle \rho \left({\frac {\partial v}{\partial t}}+u{\frac {\partial v}{\partial x}}+v{\frac {\partial v}{\partial y}}+w{\frac {\partial v}{\partial z}}\right)=-{\frac {\partial p}{\partial y}}+\mu \left({\frac {\partial ^{2}v}{\partial x^{2}}}+{\frac {\partial ^{2}v}{\partial y^{2}}}+{\frac {\partial ^{2}v}{\partial z^{2}}}\right)+\rho g_{y}}
{\displaystyle \rho \left({\frac {\partial w}{\partial t}}+u{\frac {\partial w}{\partial x}}+v{\frac {\partial w}{\partial y}}+w{\frac {\partial w}{\partial z}}\right)=-{\frac {\partial p}{\partial z}}+\mu \left({\frac {\partial ^{2}w}{\partial x^{2}}}+{\frac {\partial ^{2}w}{\partial y^{2}}}+{\frac {\partial ^{2}w}{\partial z^{2}}}\right)+\rho g_{z}}
Može se uočiti da je gravitacija uvrštena kao masena sila, te da će vrednosti {\displaystyle g_{x},g_{y},g_{z}} zavisiti od orijentacije gravitacije u odnosu na odabrane koordinate.
Jednačina kontinuiteta glasi:
{\displaystyle {\partial u \over \partial x}+{\partial v \over \partial y}+{\partial w \over \partial z}=0}
Može se uočiti da su komponente brzine (zavisne varijable za koje će problem biti rešen) {\displaystyle u}, {\displaystyle v} i {\displaystyle w}. Ovaj sistem od četiri jednačine predstavlja najčešće korišteni i proučavani oblik. On predstavlja nelinearni sistem parcijalnih diferencijalnih jednačina, čija rešenja je prilično teško pronaći.

### Cilindrične koordinate
Promenom varijabli u jednačinama u pravouglom koordinatnom sistemu dobijaju se sledeće momentne jednačine za r, θ i z:
{\displaystyle \rho \left({\frac {\partial u_{r}}{\partial t}}+u_{r}{\frac {\partial u_{r}}{\partial r}}+{\frac {u_{\theta }}{r}}{\frac {\partial u_{r}}{\partial \theta }}+u_{z}{\frac {\partial u_{r}}{\partial z}}-{\frac {u_{\theta }^{2}}{r}}\right)=*{\frac {\partial p}{\partial r}}+\mu \left[{\frac {1}{r}}{\frac {\partial }{\partial r}}\left(r{\frac {\partial u_{r}}{\partial r}}\right)+{\frac {1}{r^{2}}}{\frac {\partial ^{2}u_{r}}{\partial \theta ^{2}}}+{\frac {\partial ^{2}u_{r}}{\partial z^{2}}}-{\frac {u_{r}}{r^{2}}}-{\frac {2}{r^{2}}}{\frac {\partial u_{\theta }}{\partial \theta }}\right]+\rho g_{r}}
{\displaystyle \rho \left({\frac {\partial u_{\theta }}{\partial t}}+u_{r}{\frac {\partial u_{\theta }}{\partial r}}+{\frac {u_{\theta }}{r}}{\frac {\partial u_{\theta }}{\partial \theta }}+u_{z}{\frac {\partial u_{\theta }}{\partial z}}+{\frac {u_{r}u_{\theta }}{r}}\right)=*{\frac {1}{r}}{\frac {\partial p}{\partial \theta }}+\mu \left[{\frac {1}{r}}{\frac {\partial }{\partial r}}\left(r{\frac {\partial u_{\theta }}{\partial r}}\right)+{\frac {1}{r^{2}}}{\frac {\partial ^{2}u_{\theta }}{\partial \theta ^{2}}}+{\frac {\partial ^{2}u_{\theta }}{\partial z^{2}}}+{\frac {2}{r^{2}}}{\frac {\partial u_{r}}{\partial \theta }}-{\frac {u_{\theta }}{r^{2}}}\right]+\rho g_{\theta }}
{\displaystyle \rho \left({\frac {\partial u_{z}}{\partial t}}+u_{r}{\frac {\partial u_{z}}{\partial r}}+{\frac {u_{\theta }}{r}}{\frac {\partial u_{z}}{\partial \theta }}+u_{z}{\frac {\partial u_{z}}{\partial z}}\right)=*{\frac {\partial p}{\partial z}}+\mu \left[{\frac {1}{r}}{\frac {\partial }{\partial r}}\left(r{\frac {\partial u_{z}}{\partial r}}\right)+{\frac {1}{r^{2}}}{\frac {\partial ^{2}u_{z}}{\partial \theta ^{2}}}+{\frac {\partial ^{2}u_{z}}{\partial z^{2}}}\right]+\rho g_{z}}
Komponente gravitacije, generalno, neće biti konstantne, međutim, za većinu primena se, ili koordinate izaberu tako da komponente gravitacije budu konstantne ili se pretpostavi da se gravitaciji suprostavlja polje pritiska (na primer, strujanje u horizontalnoj cevi se tretira normalno, bez gravitacije i bez gradijenta vertikalnog pritiska). Jednačina kontinuiteta glasi:
{\displaystyle {\frac {1}{r}}{\frac {\partial }{\partial r}}\left(ru_{r}\right)+{\frac {1}{r}}{\frac {\partial u_{\theta }}{\partial \theta }}+{\frac {\partial u_{z}}{\partial z}}=0.}
Ovo predstavljanje Navje–Stoksovih jednačina za nestišljivo strujanje u cilindričnim koordinatama je drugo po frekvenciji pojavljivanja i korištenja u teoriji i praksi (prvo je bilo predstavljanje u pravougaonim koordinatama, opisano iznad). Cilindrične koordinate se biraju kako bi se iskoristila simetrija, tako da se komponente brzine mogu poništiti. Vrlo čest primer osno simetričnog strujanja, gde nema tangencijalne brzine ({\displaystyle u_{\theta }=0}), dok ostale veličine ne zavise od {\displaystyle \theta }:
{\displaystyle \rho \left({\frac {\partial u_{r}}{\partial t}}+u_{r}{\frac {\partial u_{r}}{\partial r}}+u_{z}{\frac {\partial u_{r}}{\partial z}}\right)=*{\frac {\partial p}{\partial r}}+\mu \left[{\frac {1}{r}}{\frac {\partial }{\partial r}}\left(r{\frac {\partial u_{r}}{\partial r}}\right)+{\frac {\partial ^{2}u_{r}}{\partial z^{2}}}-{\frac {u_{r}}{r^{2}}}\right]+\rho g_{r}}
{\displaystyle \rho \left({\frac {\partial u_{z}}{\partial t}}+u_{r}{\frac {\partial u_{z}}{\partial r}}+u_{z}{\frac {\partial u_{z}}{\partial z}}\right)=*{\frac {\partial p}{\partial z}}+\mu \left[{\frac {1}{r}}{\frac {\partial }{\partial r}}\left(r{\frac {\partial u_{z}}{\partial r}}\right)+{\frac {\partial ^{2}u_{z}}{\partial z^{2}}}\right]+\rho g_{z}}
{\displaystyle {\frac {1}{r}}{\frac {\partial }{\partial r}}\left(ru_{r}\right)+{\frac {\partial u_{z}}{\partial z}}=0.}

### Sferne koordinate
U sfernim koordinatama, momentne jednačine za {\displaystyle r}, {\displaystyle \theta } i {\displaystyle \phi } su):
{\displaystyle \rho \left({\frac {\partial u_{r}}{\partial t}}+u_{r}{\frac {\partial u_{r}}{\partial r}}+{\frac {u_{\phi }}{r\sin(\theta )}}{\frac {\partial u_{r}}{\partial \phi }}+{\frac {u_{\theta }}{r}}{\frac {\partial u_{r}}{\partial \theta }}-{\frac {u_{\phi }^{2}+u_{\theta }^{2}}{r}}\right)=-{\frac {\partial p}{\partial r}}+\rho g_{r}}
{\displaystyle \mu \left[{\frac {1}{r^{2}}}{\frac {\partial }{\partial r}}\left(r^{2}{\frac {\partial u_{r}}{\partial r}}\right)+{\frac {1}{r^{2}\sin(\theta )^{2}}}{\frac {\partial ^{2}u_{r}}{\partial \phi ^{2}}}+{\frac {1}{r^{2}\sin(\theta )}}{\frac {\partial }{\partial \theta }}\left(\sin(\theta ){\frac {\partial u_{r}}{\partial \theta }}\right)-2{\frac {u_{r}+{\frac {\partial u_{\theta }}{\partial \theta }}+u_{\theta }\cot(\theta )}{r^{2}}}+{\frac {2}{r^{2}\sin(\theta )}}{\frac {\partial u_{\phi }}{\partial \phi }}\right]}
{\displaystyle \rho \left({\frac {\partial u_{\theta }}{\partial t}}+u_{r}{\frac {\partial u_{\theta }}{\partial r}}+{\frac {u_{\phi }}{r\sin(\theta )}}{\frac {\partial u_{\theta }}{\partial \phi }}+{\frac {u_{\theta }}{r}}{\frac {\partial u_{\theta }}{\partial \theta }}+{\frac {u_{r}u_{\theta }-u_{\phi }^{2}\cot(\theta )}{r}}\right)=-{\frac {1}{r}}{\frac {\partial p}{\partial \theta }}+\rho g_{\theta }}
{\displaystyle \mu \left[{\frac {1}{r^{2}}}{\frac {\partial }{\partial r}}\left(r^{2}{\frac {\partial u_{\theta }}{\partial r}}\right)+{\frac {1}{r^{2}\sin(\theta )^{2}}}{\frac {\partial ^{2}u_{\theta }}{\partial \phi ^{2}}}+{\frac {1}{r^{2}\sin(\theta )}}{\frac {\partial }{\partial \theta }}\left(\sin(\theta ){\frac {\partial u_{\theta }}{\partial \theta }}\right)+{\frac {2}{r^{2}}}{\frac {\partial u_{r}}{\partial \theta }}-{\frac {u_{\theta }+2\cos(\theta ){\frac {\partial u_{\phi }}{\partial \phi }}}{r^{2}\sin(\theta )^{2}}}\right]}
{\displaystyle \rho \left({\frac {\partial u_{\phi }}{\partial t}}+u_{r}{\frac {\partial u_{\phi }}{\partial r}}+{\frac {u_{\phi }}{r\sin(\theta )}}{\frac {\partial u_{\phi }}{\partial \phi }}+{\frac {u_{\theta }}{r}}{\frac {\partial u_{\phi }}{\partial \theta }}+{\frac {u_{r}u_{\phi }+u_{\phi }u_{\theta }\cot(\theta )}{r}}\right)=-{\frac {1}{r\sin(\theta )}}{\frac {\partial p}{\partial \phi }}+\rho g_{\phi }}
{\displaystyle \mu \left[{\frac {1}{r^{2}}}{\frac {\partial }{\partial r}}\left(r^{2}{\frac {\partial u_{\phi }}{\partial r}}\right)+{\frac {1}{r^{2}\sin(\theta )^{2}}}{\frac {\partial ^{2}u_{\phi }}{\partial \phi ^{2}}}+{\frac {1}{r^{2}\sin(\theta )}}{\frac {\partial }{\partial \theta }}\left(\sin(\theta ){\frac {\partial u_{\phi }}{\partial \theta }}\right)+{\frac {2{\frac {\partial u_{r}}{\partial \phi }}+2\cos(\theta ){\frac {\partial u_{\theta }}{\partial \phi }}-u_{\phi }}{r^{2}\sin(\theta )^{2}}}\right]}
Jednačina kontinuiteta mase će glasiti:
{\displaystyle {\frac {1}{r^{2}}}{\frac {\partial }{\partial r}}\left(r^{2}u_{r}\right)+{\frac {1}{r\sin(\theta )}}{\frac {\partial u_{\phi }}{\partial \phi }}+{\frac {1}{r\sin(\theta )}}{\frac {\partial }{\partial \theta }}\left(\sin(\theta )u_{\theta }\right)=0}
Ove jednačine mogle bi biti pojednotavljene sa, na primer, faktorizovanjem {\displaystyle {\frac {1}{r^{2}}}} iz članova koji opisuju viskoznost. Međutim, ovo se ne radi kako bi se očuvala struktura Laplasijana i ostalih veličina.

### Formulacija funkcije strujanja
Računajući rotor Navje–Stoksove jednačine rezultira eliminacijom pritiska. Ovo se posebno lako može uočiti ako se pretpostavi dvodimenzionalno strujanje u pravouglim koordinatama ({\displaystyle w=0}, te da postoji veličina koja zavisi od {\displaystyle z}). Tada se jednačina svodi na:
{\displaystyle \rho \left({\frac {\partial u}{\partial t}}+u{\frac {\partial u}{\partial x}}+v{\frac {\partial u}{\partial y}}\right)=-{\frac {\partial p}{\partial x}}+\mu \left({\frac {\partial ^{2}u}{\partial x^{2}}}+{\frac {\partial ^{2}u}{\partial y^{2}}}\right)+\rho g_{x}}
{\displaystyle \rho \left({\frac {\partial v}{\partial t}}+u{\frac {\partial v}{\partial x}}+v{\frac {\partial v}{\partial y}}\right)=-{\frac {\partial p}{\partial y}}+\mu \left({\frac {\partial ^{2}v}{\partial x^{2}}}+{\frac {\partial ^{2}v}{\partial y^{2}}}\right)+\rho g_{y}}
Diferenciranjem prve po {\displaystyle y}, a druge po {\displaystyle x}, te oduzimanjem, dobijaju se jednačine u kojima je eliminisan pritisak i svaka potencijalna sila. Definisanjem funkcije strujanja {\displaystyle \psi } preko
{\displaystyle u={\frac {\partial \psi }{\partial y}}\quad ;\quad v=-{\frac {\partial \psi }{\partial x}}}
rezultira time da je uslov kontinuiteta mase bezuslovno zadovoljen (ako je data funkcija strujanja neprekidna), te se tada početna jednačina svodi na jednu, koja glasi:
{\displaystyle {\frac {\partial }{\partial t}}\left(\nabla ^{2}\psi \right)+{\frac {\partial \psi }{\partial y}}{\frac {\partial }{\partial x}}\left(\nabla ^{2}\psi \right)-{\frac {\partial \psi }{\partial x}}{\frac {\partial }{\partial y}}\left(\nabla ^{2}\psi \right)=\nu \nabla ^{4}\psi }
gde je {\displaystyle \nabla ^{4}} biharmonijski operator i {\displaystyle \nu } je kinematska viskoznost, {\displaystyle \nu ={\frac {\mu }{\rho }}}. Ova jednačina, zajedno sa određenim graničnim uslovima, opisuje dvodimenzionalno strujanje fluida, uzimajući samo kinematsku viskoznost kao parametar. Može se uočiti da se jednačina za Stoksovo strujanje dobija kada se pretpostavi da je desna strana jednačine jednaka nuli.

## Stišljivo strujanje njutnovskih fluida
Postoji neki izuzetni fenomeni koji su usko povezani sa stišljivošću fluida. Jedan od očitih primera je zvuk. Opisivanje takvog fenomena zahteva generalnije predstavljanje Navje–Stoksovih jednačina, koje uzima u obzir stišljivost fluida. Ako se pretpostavi da je viskoznost konstantna, pojavljuje se jedan dodatni član, kao što je ovde prikazano:
{\displaystyle \rho \left({\frac {\partial \mathbf {v} }{\partial t}}+\mathbf {v} \cdot \nabla \mathbf {v} \right)=-\nabla p+\mu \nabla ^{2}\mathbf {v} +\mathbf {f} +(\mu /3+\mu ^{v})\nabla (\nabla \cdot \mathbf {v} )}
gde je {\displaystyle \mu ^{v}} drugi koeficijent viskoznosti. Ovaj koeficijent povezan je sa zapreminskom viskoznošću. Ovaj dodatni član nestaje kada je fluid nestišljiv, te je divergencija strujanja jednaka nuli.

## Literatura
- Acheson, D. J. (1990), Elementary Fluid Dynamics, Oxford Applied Mathematics and Computing Science Series, Oxford University Press, ISBN 978-0-19-859679-0
- Batchelor, G. K. (1967), An Introduction to Fluid Dynamics, Cambridge University Press, ISBN 978-0-521-66396-0
- Landau, L. D.; Lifshitz, E. M. (1987), Fluid mechanics, Course of Theoretical Physics, 6 (2nd revised изд.), Pergamon Press, ISBN 978-0-08-033932-0, OCLC 15017127
- Rhyming, Inge L. (1991), Dynamique des fluides, Presses polytechniques et universitaires romandes
- Polyanin, A. D.; Kutepov, A. M.; Vyazmin, A. V.; Kazenin, D. A. (2002), Hydrodynamics, Mass and Heat Transfer in Chemical Engineering, Taylor & Francis, London, ISBN 978-0-415-27237-7
- Currie, I. G. (1974), Fundamental Mechanics of Fluids, McGraw-Hill, ISBN 978-0-07-015000-3
- V. Girault and P.A. Raviart. Finite Element Methods for Navier–Stokes Equations: Theory and Algorithms. Springer Series in Computational Mathematics. Springer-Verlag, 1986.
- White, Frank M. (2006), Viscous Fluid Flow, McGraw-Hill, ISBN 978-0-07-124493-0
- Smits, Alexander J. A Physical Introduction to Fluid Mechanics, Wiley. 2014.  978-0-471-25349-5.
- Roger Temam　 (1984). Navier–Stokes Equations: Theory and Numerical Analysis. ACM Chelsea Publishing. ISBN 978-0-8218-2737-6.